# Troisième congrès national wallon
 (août 2015).
Le Troisième congrès national wallon se tint à Namur les 3 et 4 mai 1947.
C'est à ce moment que les militants purent prendre connaissance du projet de Fédéralisme voté le 21 octobre 1945 au Congrès national wallon de Liège. Il fut adopté à l'unanimité moins neuf voix et deux abstentions. C'est aussi à Namur que fut créé le Comité central d'Action wallonne.
Malgré les votes en faveur du fédéralisme, les partisans du Réunionisme tentèrent de faire valoir leur point de vue. Des militants se virent refuser la parole mais Charles Plisnier (encore réunioniste à cette époque), parvint à faire valoir son point de vue. Plisnier prôna la désobéissance et se moqua de la Constitution; propos qu'accueillirent de vifsd applaudissements dans la salle. L'intervention du grand écrivain créa un incident. Le Président de l'assemblée, Jean-Joseph Merlot rappela Plisnier à l'ordre lui faisant valoir qu'il était facile de proposer des projets irréalisables quand on n'exerçait pas soi-même de réelles responsabilités politiques.
Il s'agissait maintenant de savoir si la proposition de réforme constitutionnelle allait être ou non prise en considération (la prise en considération ne signifie pas que la proposition est acceptée mais qu'elle peut être débattue jusqu'à ce qu'un vote ait lieu). Avant même que la Chambre ne se prononce, Jean Rey et Hubert Rassart proposèrent que se réunissent des professeurs de droit en vue d'examiner les objections d'ordre constitutionnel contre le projet de Marcel-Hubert Grégoire. Il faut savoir en effet que la Constitution belge interdit toute révision de la Constitution en période de régence. Sept professeurs de droit constitutionnel se réunirent et examinèrent la question. Sur les sept, seul Fernand Dehousse estima qu'il n'y avait pas d'objection à ce que cette proposition soit prise en considération. La Commission considéra par conséquent la proposition comme irrecevable.
La Chambre se réunit le 19 novembre 1947. Elle suivit l'avis de la Commission des juristes et rejeta la prise en considération par 105 voix contre, 51 pour et 3 abstentions. Sur les 202 députés de l'époque, il y a 96 Flamands, 76 Wallons et 30 Bruxellois. Il y avait 159 présents au moment du vote sur le rejet de la proposition wallonne de révision constitutionnelle dans le sens du Fédéralisme. Sur les 51 députés favorables à la proposition fédéraliste, il y a 40 Wallons (soit la majorité du groupe parlementaire wallon), 8 Bruxellois francophones et trois Flamands.

À l'issue du vote, les responsables des Congrès nationaux wallons, durent bien constater l'échec de la voie légaliste menée par le Congrès depuis 1945 vu le fait que les députés wallons sont minoritaires au Parlement belge. Il constate également que la majorité hostile à la proposition était une majorité flamande et bruxelloise et salua le fait que 
«  Deux tiers des députés wallons ont adhéré, directement ou indirectement, au fédéralisme [… et que] l'argument constitutionnel n'a été qu'un prétexte destiné à masquer la volonté bien arrêtée de faire obstacle au fédéralisme. »
Les partisans de la réunion à la France de 1945 jugèrent que le vote unanime en faveur du fédéralisme à laquelle ils s'étaient ralliés ne les engageait plus. D'autres pensaient qu'il fallait aller au-delà du fédéralisme. Finalement le Congrès permanent du Congrès national wallon opta pour la poursuite de l'objectif fédéraliste et le maintien du choix des voies légales pour y parvenir. Le Comité décida alors qu'un Quatrième congrès national wallon devait se tenir. Il en fixa la date pour une échéance relativement proche soit février 1948 et en fixa le lieu à Bruxelles.